# Mezz'ora
Mezz'ora è un singolo del gruppo musicale italiano Zero Assoluto, pubblicato nel 2003 come secondo estratto dal primo album in studio Scendi.
Il singolo include anche due remix realizzati da DJ World, produttore di musica dance commerciale.

## Video musicale
Nel videoclip, diretto da Cosimo Alemà, il duo si trova a bordo di un fuoristrada, diretto in varie destinazioni, fino a ritrovarsi a parlare con alcuni amici su una spiaggia.